# ザ・クリミナル 合衆国の陰謀
『ザ・クリミナル 合衆国の陰謀』（ザ・クリミナル がっしゅうこくのいんぼう、原題: Nothing But the Truth）は、2008年のアメリカ合衆国の社会派ドラマ映画。監督はロッド・ルーリー、出演はケイト・ベッキンセイルとマット・ディロンなど。2003年にアメリカで実際に起きた「プレイム事件」をもとに、情報源守秘という自らの信念を貫いてアメリカの国家権力と対立することとなった女性記者（モデルは『ニューヨーク・タイムズ』の記者ジュディス・ミラー）を描いたフィクションである。しかしながら、「プレイム事件」ではCIAのスパイの情報の暴露が合衆国政府主導で行われ「情報が公開されたCIAスパイ 対 合衆国政府」という図式になっているが、本作品では女性記者が独自に秘密を取得し「女性記者 対 合衆国政府」という図式となっている。
日本では劇場未公開だが、2012年4月3日にハピネットからDVDが発売された。
製作会社のヤーリ・フィルム・グループがこの作品の完成直後に破産してしまったため、米国内ではプレミア試写を行ったのみで劇場での一般公開はされずお蔵入りとなった。その後、何カ国かで一般公開はされたが、宣伝が全くなされなかったため収益を上げられない不遇な公開となった。米国では、2009年4月28日にソニー・ピクチャーズ・ホーム・エンタテインメントから、監督の音声解説や削除シーンが収録されたDVDが発売されている。プレミア試写の段階では好意的な批評を多く受けただけに大変不幸な作品と言える。

## ストーリー
アメリカ大統領暗殺未遂事件が発生し、米国政府はベネズエラ政府の陰謀として報復攻撃を始める。しかし、『サンタイムズ』紙の女性記者レイチェルは、ベネズエラの関与を否定する報告文書があったにもかかわらず政府がそれを握り潰したとする事実を掴んで記事にする。記事は大スクープとして反響を集めるが、レイチェルは政府からの情報提供開示請求を拒否したことから、法廷を侮辱したとして判事の判断で収監されてしまう。『サンタイムズ』紙の全面的なバックアップを受け、レイチェルは国家権力と戦うことになる。一方、レイチェルの記事によって、ベネズエラの関与を否定する報告をあげたCIAのスパイであることを暴かれたエリカが右翼の男に射殺される事件が起きる。激しいショックを受けたレイチェルだったが、それでも情報提供者の名前を明かそうとはしない。レイチェルの一件は最高裁で争われることになる。弁護士バーンサイドは「表現の自由」と「メディアの役割」を強く訴えるものの、国の安全保障が優先されるとしてレイチェルの訴えは退けられる。レイチェルの収監は1年に及び、遂には夫レイとも離婚、息子ティミーの親権も奪われてしまう。それでも情報提供者を明かそうとしない彼女に、ホール判事は収監に意味がないとして釈放を決めるが、納得できないFBI特別検察官デュボアは、釈放直後のレイチェルを改めて法廷侮辱罪で逮捕する。真実を明かせば5年の刑期が2年に減刑されるよう計らうが、拒むのならば情報漏洩がエリカの死を招いたことについて法廷で徹底的に糾弾すると詰め寄るデュボアに対し、レイチェルは条件付きで取引に応じる。2年の実刑を受けることになったレイチェルは刑務所へ向かうバスの中で、エリカがCIAのスパイであることを初めて知った時のことを思い出す。それはレイチェルの息子ティミーの同級生でエリカの娘であるアリソンとの何気ない会話だった。つまり、情報提供者はエリカの幼い娘だったのだ。

## キャスト
括弧内は日本語吹き替えキャスト
- レイチェル・アームストロング: ケイト・ベッキンセイル（岩男潤子） - サンタイムズ紙の女性記者。
- パットン・デュボア: マット・ディロン（西垣俊作） - FBI特別検察官。
- エリカ・ヴァン・ドーレン: ヴェラ・ファーミガ（山崎美貴） - レイチェルの息子の同級生の母親。
- レイ・アームストロング: デヴィッド・シュワイマー（宮健一） - レイチェルの夫。小説家。
- ボニー・ベンジャミン: アンジェラ・バセット（岸越麻都佳） - サンタイムズ紙編集長。レイチェルを支援。
- アヴリル・アーロンソン: ノア・ワイリー（菊池康弘） - サンタイムズ紙法務担当。
- アルバート・バーンサイド: アラン・アルダ（真田雅隆） - サンタイムズ紙が雇った敏腕ベテラン弁護士。
- ティミー・アームストロング: プレストン・ベイリー - レイチェルとレイの1人息子。小学生。
- アリソン・ヴァン・ドーレン: クリステン・バウ（関根早織[7]） - エリカの実娘。